# Георгий (Аладашвили)
Митрополи́т Гео́ргий (груз. მიტროპოლიტი გიორგი, в миру Давид Георгиевич Аладашвили или Аладов, груз. დავით გიორგის ძე ალადაშვილი; 8 декабря 1850, деревня Арбошики, историческая область Кизики — 6 февраля 1925, там же) — епископ Грузинской православной церкви, митрополит Чкондинский и Шемокмедский.

## Биография
Родился 8 декабря 1850 года в деревне Арбошики в исторической области историческая область Кизики (ныне Дедоплисцкаройский муниципалитет) в семье священника.
В 1875 году окончил Тифлисскую духовную семинарию и 1 сентября определён учителем той же семинарии.
В 1879 году поступил в Киевскую духовную академию, которую окончил в 1884 году со степенью кандидата богословия и назначен учителем Озургетского духовного училища.
В 1885 году назначен помощником смотрителя Мингрельского училища. С 1899 года — смотритель того же училища.
25 сентября этого же года пострижен в монашество с именем Георгий, 26 сентября рукоположён в сан иеродиакона, 1 октября — в сан иеромонаха и с возведением в сан архимандрита.
С 1902 года — штатный член Грузино-Имеретинского Синодальной Конторы и настоятель Иоанно-Крестителевой пустыни.
25 сентября 1905 года в Тифлисском Сионском Успенском соборе был хиротонисан во епископа Гурийско-Мингрельского.
С 1 февраля 1908 года — епископ Имеретинский.
С 1912 года — управляющий на правах настоятеля Гаенатского Рождество-Богородичным монастыря.
Был одним из епископов, провозгласивших автокефалию в Грузинской Церкви вне канонического общения с Русской Православной Церковью. Вследствие этого он не приехал на Поместный Собор, состоявшийся 1917—1918 года в Москве.
По ходатайству Исполкома Имеретинского духовенства от 17 марта 1917 года, утверждённому церковным собором в сентябре 1917 года, освобожден от управления епархией.
По постановлению Католикосского Совета от 1 августа 1918 года назначен временным управляющим Мцхетской епархией. Постановлением того же Совета от 13 февраля 1919 года освобожден от управления Мцхетской епархией.
В июле 1920 года назначен митрополитом Чкондинским и Шемокмедским.
По прошению от 20 сентября 1921 года освобождён от управления Чкондинско-Шемокмедской епархией.
Согласно постановлению Католикосского Совета от 17 октября 1922 года назначен настоятелем Хирсского Стефановского монастыря Сигнахского уезда.
14 ноября 1922 года постановлением Совета Католикос-Патриарха всея Грузии Митрополиту Георгию было предоставлено право ношения креста на клобуке. Таким образом он стал первым архиереем Грузинской православной церкви после объявления её автокефалии, кто удостоился такой награды.
Скончался 6 февраля 1925 года. Похоронен 8 февраля того же года во дворе близ церкви святых Кирика и Иулитты в селе Арбошики.